# Nikolski (Bélgorod)
|  | Per a altres significats, vegeu «Nikolski». |

Nikolski - Никольский (rus) - és un poble (un khútor) de l'óblast de Bélgorod, a Rússia. El 2010 tenia 10 habitants. Pertany al districte (raion) de Rakítnoie.